# Tsunku
Mitsuo Terada (寺田 光男, Terada Mitsuo; 29 de outubro de 1968), profissionalmente conhecido como Tsunku (つんく ou つんく♂), é um produtor, compositor e cantor japonês. Ele é mais conhecido por ser produtor e compositor para o Morning Musume e outros artistas associados com seu projeto chamado "Hello! Project". Antes disso ele era conhecido por ser o vocalista do grupo pop rock Sharam Q. Ele também escreveu e produziu vários hits para outros artistas japoneses, como Ayumi Hamasaki. Suas influências musicais incluem The Beatles.